# Jean-Baptiste Barré
Jean-Baptiste Barré, nacido el año 1804 en Nantes y fallecido el año 1877 en Rennes, fue un escultor y artista pintor francés. Fue alumno de Jean Debay y trabajó sobre todo en la Bretaña francesa. Está enterrado en el cementerio Norte de la ciudad de Rennes, como su discípulo Adolphe Léofanti.

## Obras

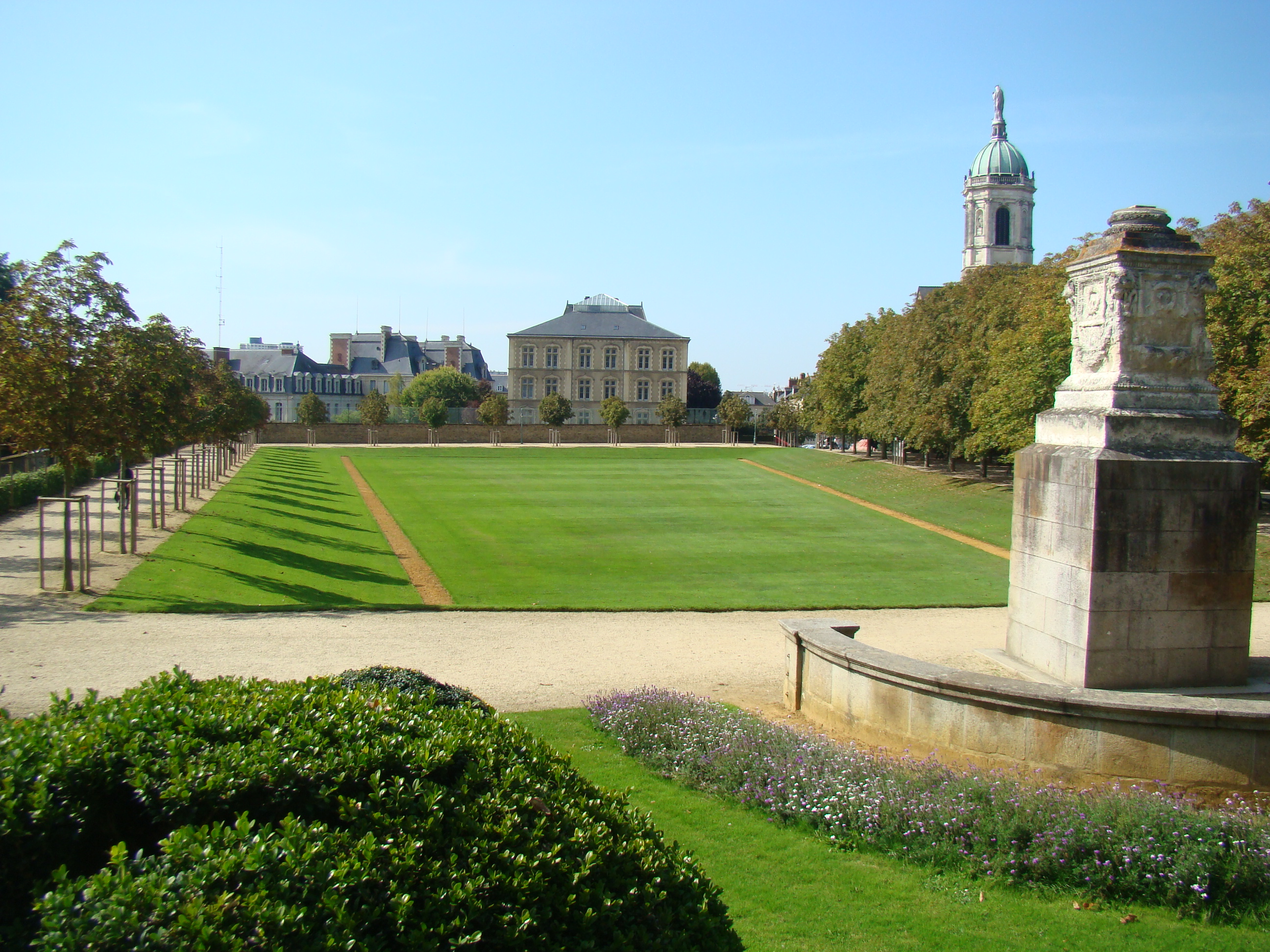
Base del monumento a Vanneau-Papu

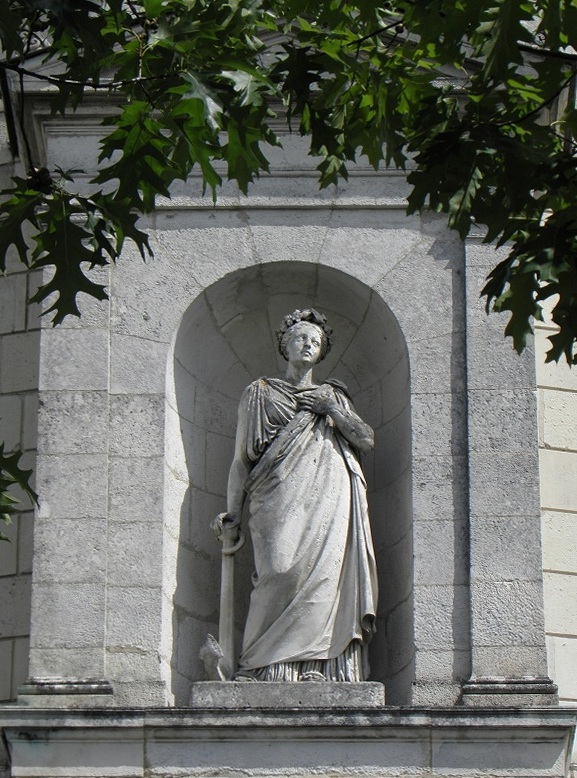
La esperanza

Entre las mejores y más conocidas obras de Jean-Baptiste Barré se incluyen las siguientes:
- La columna Vanneau-Papu del parque del Thabor[3] en Rennes.

Fue erigida en 1835 en memoria de dos renneses, Louis Vaneau, politécnico, y Papu, cirujano e hijo de un dentista, fallecidos en París en 1830 durante las Tres gloriosas. La columna debe su erección al poeta Hippolyte Lucas (1807-1878) que se encargó de conmover a la población por el sino de los dos renneses. La primera piedra fue colocada el 1 de mayo de 1831 según los planos del arquitecto de la comuna Charles Millardet. Aunque solemnemente erigida en 1835, durante la Tercera república francesa la columna fue juzgadade inestética. Este monumento estaba formado por un zócalo así como por una columna coronada por una pequeña estatua representando a la Libertad; solamente se conserva el zócalo en la actualidad.
- El hotel Barré, realizado en 1844, situado en el número 5 del quai Châteaubriand en Rennes.

- Frontón del hospital Hôtel-Dieu al norte de Rennes (1855).[6]

- Estatua de la Esperanza en la capilla de Saint-Michel en el cementerio Norte de Rennes.